# Gennaker

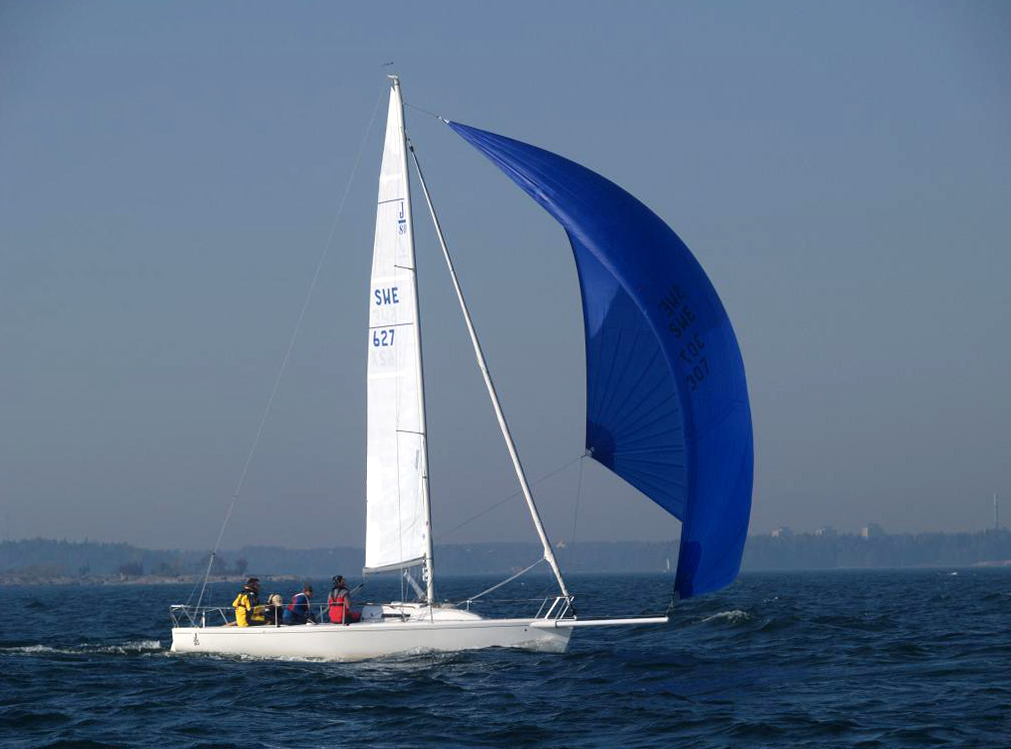
Un gennaker (la vela azul).

Gennaker es una vela intermedia entre el génova y el spinnaker asimétrico. Su nombre proviene de la contracción del nombre de estas dos velas.
El gennaker es una vela de crucero basada en el spinnaker Tipo 0 utilizado en embarcaciones de regatas. Los gennakers (similares al tipo 0) y algunas variantes ofrecidas por otros fabricantes son más grandes que un génova (un 200% de solapamiento es bastante común) y tienen una cuerda mucho mayor, para generar más empuje cuando se navega un poco abierto que del través. El gennaker de corte plano puede ser eficaz para ángulos cerrados como 60 o 70 grados. Los Spinnakers tienen un aprovechamiento del viento mucho mejor que los gennakers con ángulos respecto al viento por encima de los 135 -150 grados.
- Datos: Q1502420
- Multimedia: Gennakers / Q1502420